# Emma Nylén
Emma Nylén, född 4 maj 1977 i Stockholm, är en svensk artist som är mest känd som keyboardist och gitarrist i gruppen Paris. Som soloartist kallar sig Emma för Emmon. Soloprojektet Emmon startade i Konstfacks lokaler i Stockholm 2001.

## Diskografi

### Emmon
- 2007 - The Art and the Evil
- 2009 - Closet Wanderings
- 2011 - Nomme
- 2014 - Aon